# Volta a Catalunya de 1987
La Volta a Catalunya de 1987 va ser 67a edició de la Volta Ciclista a Catalunya. Es disputà en 8 etapes del 9 al 17 de setembre de 1987 amb un total de 1367,9 km. El vencedor final fou el gallec Álvaro Pino de l'equip BH per davant d'Ángel Arroyo del Reynolds-Seur, i d'Iñaki Gastón del Kas.
La vuitena etapa estava dividida en dos sectors. Hi havia dos contrarellotges individuals, una al Pròleg de Sant Sadurní d'Anoia i l'altra a Banyoles en el primer sector de la vuitena etapa.
Álvaro Pino guanyava la seva única "Volta" en una temporada en què va estar afectat per una tendinitis.

## Etapes
| Etapa  | Data           | Ciutats d'etapa                                   | km    | Vencedor de l'etapa      | Líder de la general |
| ------ | -------------- | ------------------------------------------------- | ----- | ------------------------ | ------------------- |
| Pròleg | 9 de setembre  | Sant Sadurní d'Anoia – Sant Sadurní d'Anoia (CRI) | 4,8   | Sean Kelly (IRL)         | Sean Kelly (IRL)    |
| 1a     | 10 de setembre | Sant Sadurní d'Anoia – Tortosa                    | 195,0 | Sean Kelly (IRL)         | Sean Kelly (IRL)    |
| 2a     | 11 de setembre | Tortosa – Salou                                   | 165,4 | Stefan Joho (SUI)        | Sean Kelly (IRL)    |
| 3a     | 12 de setembre | Salou – Barcelona                                 | 150,0 | Daniele Caroli (ITA)     | Sean Kelly (IRL)    |
| 4a     | 13 de setembre | Barcelona - Lleida                                | 182,8 | Maurizio Fondriest (ITA) | Sean Kelly (IRL)    |
| 5a     | 14 de setembre | Tuca Betren - Vaquèira-Beret                      | 185,0 | Álvaro Pino (ESP)        | Álvaro Pino (ESP)   |
| 6a     | 15 de setembre | Tremp – Manresa                                   | 173,4 | Jörg Müller (SUI)        | Álvaro Pino (ESP)   |
| 7a     | 16 de setembre | Manresa – Olot                                    | 168,0 | Marino Alonso (ESP)      | Álvaro Pino (ESP)   |
| 8a A   | 17 de setembre | Banyoles – Banyoles (CRI)                         | 27,3  | Álvaro Pino (ESP)        | Álvaro Pino (ESP)   |
| 8a B   | 17 de setembre | Banyoles – Platja d'Aro                           | 116,2 | Jean-Claude Bagot (FRA)  | Álvaro Pino (ESP)   |

### Pròleg[1]
09-09-1987: Sant Sadurní d'Anoia – Sant Sadurní d'Anoia, 4,8 km. (CRI):
|   | Ciclista           | Equip | Temps  |
| - | ------------------ | ----- | ------ |
| 1 | Sean Kelly (IRL)   | Kas   | 5' 36" |
| 2 | Iñaki Gastón (ESP) | Kas   | + 08"  |
| 3 | Stefan Joho (SUI)  | Kas   | + 10"  |

|   | Ciclista           | Equip | Temps  |
| - | ------------------ | ----- | ------ |
| 1 | Sean Kelly (IRL)   | Kas   | 5' 36" |
| 2 | Iñaki Gastón (ESP) | Kas   | + 08"  |
| 3 | Stefan Joho (SUI)  | Kas   | + 10"  |

### 1a etapa[2]
10-09-1987: Sant Sadurní d'Anoia – Ermita de Mig Camí (Tortosa), 195,8 km.:
|   | Ciclista                    | Equip   | Temps      |
| - | --------------------------- | ------- | ---------- |
| 1 | Sean Kelly (IRL)            | Kas     | 5h 19' 10" |
| 2 | Maurizio Fondriest (ITA)    | Ecoflam | m. t.      |
| 3 | Juan Fernández Martín (ESP) | Zahor   | m. t.      |

|   | Ciclista                    | Equip   | Temps      |
| - | --------------------------- | ------- | ---------- |
| 1 | Sean Kelly (IRL)            | Kas     | 5h 24' 46" |
| 2 | Maurizio Fondriest (ITA)    | Ecoflam | + 16"      |
| 3 | Juan Fernández Martín (ESP) | Zahor   | + 17"      |

### 2a etapa[3]
11-09-1987: Tortosa – Salou, 165,4 km.:
|   | Ciclista                     | Equip            | Temps      |
| - | ---------------------------- | ---------------- | ---------- |
| 1 | Stefan Joho (SUI)            | Kas              | 4h 00' 56" |
| 2 | Manuel Jorge Domínguez (ESP) | BH               | m. t.      |
| 3 | Antoni Esparza (ESP)         | Caja Rural-Orbea | m. t.      |

|   | Ciclista                 | Equip   | Temps      |
| - | ------------------------ | ------- | ---------- |
| 1 | Sean Kelly (IRL)         | Kas     | 9h 25' 42" |
| 2 | Iñaki Gastón (ESP)       | Kas     | + 16"      |
| 3 | Maurizio Fondriest (ITA) | Ecoflam | + 17"      |

### 3a etapa[4]
12-09-1987: Salou – Barcelona, 150,0 km.:
|   | Ciclista             | Equip   | Temps      |
| - | -------------------- | ------- | ---------- |
| 1 | Daniele Caroli (ITA) | Ecoflam | 3h 36' 13" |
| 2 | Iñaki Gastón (ESP)   | Kas     | m. t.      |
| 3 | Régis Clère (FRA)    | Teka    | m. t.      |

|   | Ciclista           | Equip | Temps       |
| - | ------------------ | ----- | ----------- |
| 1 | Sean Kelly (IRL)   | Kas   | 13h 12' 01" |
| 2 | Iñaki Gastón (ESP) | Kas   | + 10"       |
| 3 | Josep Recio (ESP)  | Kelme | + 13"       |

### 4a etapa[5]
13-09-1987: Barcelona - Lleida, 182,8 km.:
|   | Ciclista                     | Equip   | Temps      |
| - | ---------------------------- | ------- | ---------- |
| 1 | Maurizio Fondriest (ITA)     | Ecoflam | 4h 21' 22" |
| 2 | Manuel Jorge Domínguez (ESP) | BH      | m. t.      |
| 3 | Alfonso Gutiérrez (ESP)      | Teka    | m. t.      |

|   | Ciclista           | Equip | Temps       |
| - | ------------------ | ----- | ----------- |
| 1 | Sean Kelly (IRL)   | Kas   | 17h 23' 23" |
| 2 | Iñaki Gastón (ESP) | Kas   | + 10"       |
| 3 | Josep Recio (ESP)  | Kelme | + 13"       |

### 5a etapa[6]
14-09-1987: Tuca Betren - Vaquèira-Beret, 185,0 km. :
|   | Ciclista                 | Equip            | Temps      |
| - | ------------------------ | ---------------- | ---------- |
| 1 | Álvaro Pino (ESP)        | BH               | 5h 15' 34" |
| 2 | Miguel Indurain (ESP)    | Reynolds-Seur    | + 33"      |
| 3 | Patrocinio Jiménez (COL) | Café de Colombia | m. t.      |

|   | Ciclista                 | Equip            | Temps       |
| - | ------------------------ | ---------------- | ----------- |
| 1 | Álvaro Pino (ESP)        | BH               | 22h 39' 19" |
| 2 | Edgar Corredor (COL)     | Café de Colombia | + 58"       |
| 3 | Patrocinio Jiménez (COL) | Café de Colombia | + 1' 10"    |

### 6a etapa[7]
15-09-1987: Tremp – Manresa, 173,4 km.:
|   | Ciclista                    | Equip      | Temps      |
| - | --------------------------- | ---------- | ---------- |
| 1 | Jörg Müller (SUI)           | PDM        | 4h 15' 32" |
| 2 | Miquel Àngel Iglesias (ESP) | Colchón CR | +4' 20"    |
| 3 | Maurizio Fondriest (ITA)    | Ecoflam    | m. t.      |

|   | Ciclista                 | Equip            | Temps       |
| - | ------------------------ | ---------------- | ----------- |
| 1 | Álvaro Pino (ESP)        | BH               | 26h 59' 11" |
| 2 | Edgar Corredor (COL)     | Café de Colombia | + 58"       |
| 3 | Patrocinio Jiménez (COL) | Café de Colombia | + 1' 10"    |

### 7a etapa[8]
16-09-1987: Manresa – Olot, 168,0 km.:
|   | Ciclista               | Equip            | Temps      |
| - | ---------------------- | ---------------- | ---------- |
| 1 | Marino Alonso (ESP)    | Teka             | 4h 16' 32" |
| 2 | Sean Kelly (IRL)       | Kas              | +3' 32"    |
| 3 | Marino Lejarreta (ESP) | Caja Rural-Orbea | m. t.      |

|   | Ciclista             | Equip            | Temps       |
| - | -------------------- | ---------------- | ----------- |
| 1 | Álvaro Pino (ESP)    | BH               | 31h 19' 15" |
| 2 | Iñaki Gastón (ESP)   | Kas              | + 1' 20"    |
| 3 | Edgar Corredor (COL) | Café de Colombia | + 1' 30"    |

### 8a etapa A[9]
17-09-1987: Banyoles – Banyoles, 27,3 km. (CRI):
| Resultat de la 8a etapa A \| \| Ciclista \| Equip \| Temps \| \| - \| --------------------- \| ------------- \| ------- \| \| 1 \| Álvaro Pino (ESP) \| BH \| 34' 53" \| \| 2 \| Miguel Indurain (ESP) \| Reynolds-Seur \| +13" \| \| 3 \| Sean Kelly (IRL) \| Kas \| +33" \| |                       |               |         |
| | Ciclista              | Equip         | Temps   |
| 1 | Álvaro Pino (ESP)     | BH            | 34' 53" |
| 2 | Miguel Indurain (ESP) | Reynolds-Seur | +13"    |
| 3 | Sean Kelly (IRL)      | Kas           | +33"    |

### 8a etapa B[9]
17-09-1987: Banyoles – Platja d'Aro, 116,2 km.:
|   | Ciclista                    | Equip            | Temps      |
| - | --------------------------- | ---------------- | ---------- |
| 1 | Jean-Claude Bagot (FRA)     | Fagor            | 2h 36' 41" |
| 2 | Miquel Àngel Iglesias (ESP) | Colchón CR       | +1' 47"    |
| 3 | Peio Ruiz Cabestany (ESP)   | Caja Rural-Orbea | m. t.      |

|   | Ciclista           | Equip         | Temps       |
| - | ------------------ | ------------- | ----------- |
| 1 | Álvaro Pino (ESP)  | BH            | 34h 32' 36" |
| 2 | Ángel Arroyo (ESP) | Reynolds-Seur | + 2' 43"    |
| 3 | Iñaki Gastón (ESP) | Kas           | + 3' 26"    |

## Classificació General
|    | Ciclista               | Equip            | Temps       |
| -- | ---------------------- | ---------------- | ----------- |
| 1  | Álvaro Pino (ESP)      | BH               | 34h 32' 36" |
| 2  | Ángel Arroyo (ESP)     | Reynolds-Seur    | + 2' 43"    |
| 3  | Iñaki Gastón (ESP)     | Kas              | + 3' 26"    |
| 4  | Edgar Corredor (COL)   | Café de Colombia | + 3' 43"    |
| 5  | Sean Kelly (IRL)       | Kas              | + 3' 44"    |
| 6  | Laurent Fignon (FRA)   | Bose-Système U   | + 3' 58"    |
| 7  | Pedro Delgado (ESP)    | PDM              | + 4' 13"    |
| 8  | Josep Recio (ESP)      | Kelme            | + 4' 39"    |
| 9  | Marino Lejarreta (ESP) | Caja Rural-Orbea | + 4' 58"    |
| 10 | Pere Muñoz (ESP)       | Fagor            | + 5' 02"    |

## Classificacions secundàries
|   | Ciclista           | Equip | Punts    |
| - | ------------------ | ----- | -------- |
| 1 | Pere Muñoz (ESP)   | Fagor | 38 punts |
| 2 | Álvaro Pino (ESP)  | BH    | 37 punts |
| 3 | Iñaki Gastón (ESP) | Kas   | 22 punts |

|   | Ciclista                 | Equip          | Punts    |
| - | ------------------------ | -------------- | -------- |
| 1 | Sabino Angoitia (ESP)    | Zahor          | 17 punts |
| 2 | Jesús Suárez Cueva (ESP) | Zahor          | 6 punts  |
| 3 | Pascal Poisson (FRA)     | Bose-Système U | 6 punts  |

|   | Ciclista                 | Equip   | Punts    |
| - | ------------------------ | ------- | -------- |
| 1 | Sean Kelly (IRL)         | Kas     | 97 punts |
| 2 | Maurizio Fondriest (ITA) | Ecoflam | 78 punts |
| 3 | Iñaki Gastón (ESP)       | Kas     | 60 punts |

|   | Equip            | Nacionalitat | Temps        |
| - | ---------------- | ------------ | ------------ |
| 1 | Reynolds-Seur    | Espanya      | 103h 50' 37" |
| 2 | BH               | Espanya      | + 19"        |
| 3 | Café de Colombia | Colòmbia     | + 1' 22"     |